# Szilas Oszkár
Szilas Oszkár, 1903-ig Schwarz (Budapest, 1887. január 26. – Budapest, 1950. március 16.) gépészmérnök, egyetemi tanár.

## Élete
Szilas Nándor (1857–1942) hordógyáros és Weil Gizella (1866–1945) gyermekeként született izraelita családban. 1908-ban gépészmérnöki oklevelet, két évvel később műszaki doktori címet szerzett. 1919-ben a Magyar Királyi József Műegyetemen dolgozott magántanárként. Előbb a Ganz és Társa Villamossági Rt. gépgyári próbatermének helyettes vezetője, majd a kereskedelmi minisztérium ipari-műszaki osztályának munkatársa lett. 1922-ben nyugalomba vonult. 1908 és 1918 között az Elektrotechnika című szakfolyóirat szerkesztője, majd 1918-tól 1921-ig a Magyar Elektrotechnikai Egyesület főtitkára volt. Az általa alapított Erőátviteli és Világítási (ERVIL) részvénytársaság jelentős szerepet játszott az ország villamosításában. Gazdasági és műszaki szakirodalmi munkássága is számottevő. A második világháború után tagja volt a főváros törvényhatósági bizottságának.
Házastársa Braun Margit (1887–?) volt, akivel 1911. június 14-én Budapesten, a Terézvárosban kötött házasságot. 1919-ben kikeresztelkedek a katolikus hitre.